# After Many Years
After Many Years is een Amerikaanse stomme film uit 1908 onder regie van D.W. Griffith.

## Rolverdeling
| Acteur            | Personage       |
| ----------------- | --------------- |
| Charles Inslee    | John Davis      |
| Florence Lawrence | Mrs. John Davis |
| Harry Solter      | Tom Foster      |
| Linda Arvidson    |                 |
| Gladys Egan       |                 |
| Edward Dillon     |                 |
| George Gebhardt   |                 |
| Arthur V. Johnson |                 |
| Herbert Prior     |                 |
| Mack Sennett      |                 |